# Victorica (La Pampa)
Victorica é um município da província de La Pampa, na Argentina.